# Ion Vartic
Ion Vartic (n. 4 octombrie 1944, Sibiu, România) este un eseist, teatrolog, critic și istoric literar român.

## Biografie
- Licențiat al Facultății de Filologie a Universității „Babeș-Bolyai” din Cluj (1967).
- Doctor în litere cu teza Ibsen și teatrul modern (1988).
- Debut absolut în revista „Tribuna” (1968), cu un eseu despre Radu Stanca.
- Membru al grupării literare „Echinox”.
- Animator al grupării „Ars Amatoria”. A îngrijit rubrica Dosar a revistei „Apostrof”.
- Profesor de literatură comparată și teoria dramei la Universitatea „Babeș-Bolyai” din Cluj, respectiv la Facultatea de Litere și la Facultatea de Teatru și Televiziune.
- Subsecretar de stat în Ministerul Culturii în echipa ministerială a lui Andrei Pleșu (1990-1992).
- Director general al Teatrului Național „Lucian Blaga” din Cluj-Napoca (2000-2010).

## Volume publicate

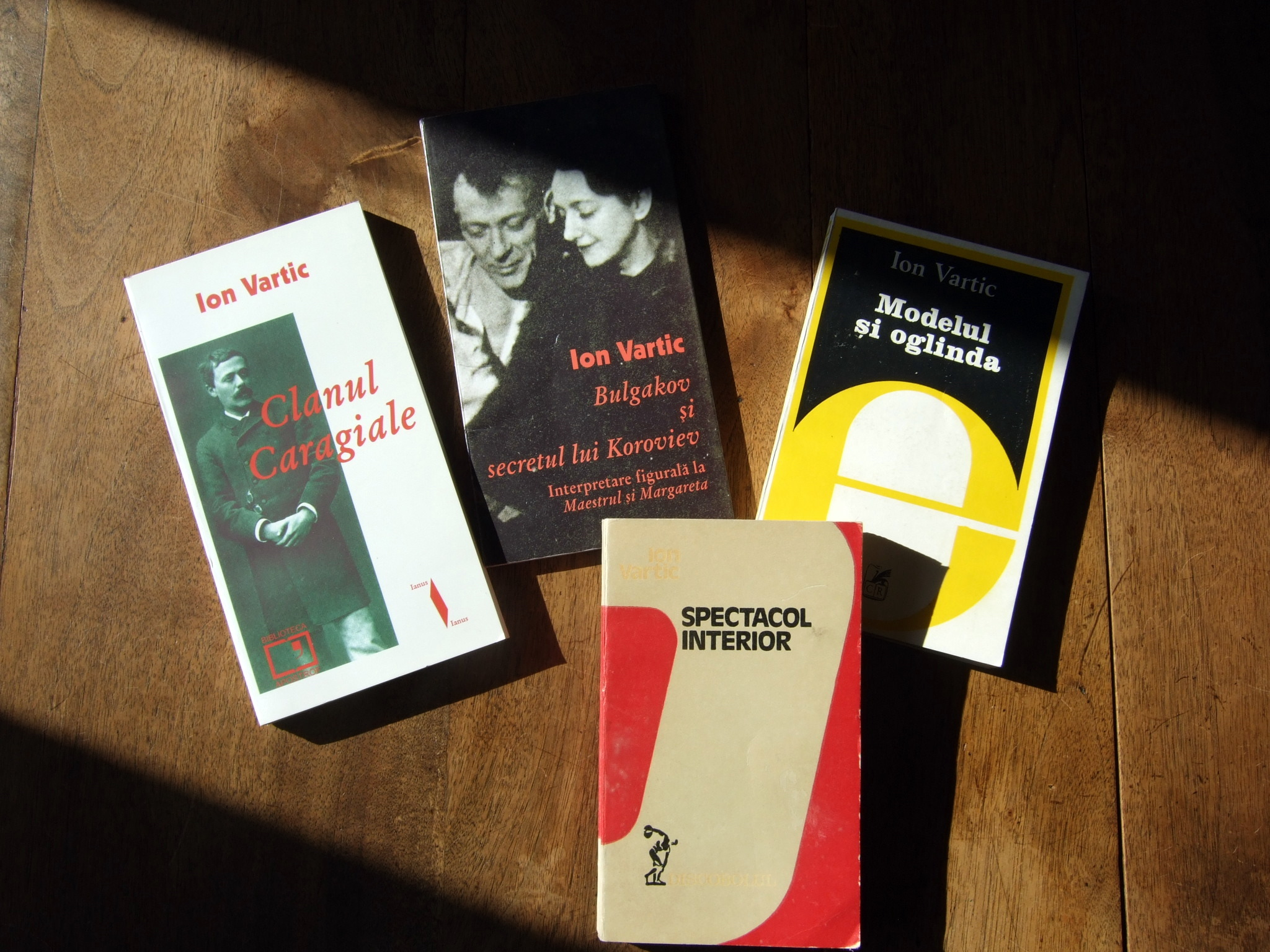

- Spectacol interior. Eseuri critice, Cluj, Ed. Dacia, 1977
- Radu Stanca. Poezie și teatru, București, Ed. Albatros, 1978
- Modelul și oglinda, București, Ed. Cartea Românească, 1982
- Ibsen și „teatrul invizibil”. Preludii la o teorie a dramei, București, Ed. Didactică și Pedagogică, 1995
- Cioran naiv și sentimental, Cluj, Biblioteca „Apostrof”, 2000, 2002, 2011 - Polirom, ediție revăzută și adăugită
- Clanul Caragiale, Cluj, Biblioteca „Apostrof”, 2002
- Bulgakov și secretul lui Koroviev. Interpretare figurală la Maestrul și Margareta, Iași, Ed. Polirom & Biblioteca „Apostrof”, 2004, 2006

## Volume traduse în alte limbi
- Cioran ingenuo y sentimental, traducere în spaniolă de Francisco Javier Marina, Mira Editores 2009

## Ediții îngrijite. Prefețe. Postfețe
- Vasile Pârvan, Memoriale, Ed. Dacia, 1973 (col. „Restituiri”)
- Emanoil Bucuța, Capra neagră, Ed. Dacia, 1977 (col. „Restituiri”)
- Dominic Stanca, Timp scufundat, Ed. Eminescu, 1981
- Alexandru Sever, Don Juan Apocalipticul, Ed. Eminescu, 1984 (col. „Teatru comentat”)
- Adolfo Bioy Casares, Celălalt labirint, Ed. Univers, 1987 (col. „Globus”)
- I. L. Caragiale, Temă și variațiuni, Ed. Dacia, 1988
- Eugen Ionescu, Eu, Ed. Echinox, 1990
- I. L. Caragiale, Momente (ediție anastatică), Ed. Fundației Culturale Române, 1992
- Adolfo Bioy Casares, O păpușă rusească, Ed. Biblioteca Apostrof, 1992
- Mihail Bulgakov, Maestrul și Margareta, Ed. Univers, 1995
- Nicolae Steinhardt, Cartea împărtășirii, Ed. Biblioteca Apostrof, 1995, 1998, 2000, 2004
- Ion D. Sârbu, Scrisori către bunul Dumnezeu, Ed. Biblioteca Apostrof, 1998
- Alexandru Sever, Inventarul obsesiilor circulare, Ed. Biblioteca Apostrof, 1999
- Ramiro de Maeztu, Don Quijote, Don Juan și Celestina: eseuri întru simpatie, Biblioteca „Apostrof”, 1999
- Petru Dumitriu, Vârsta de aur sau Dulceața vieții (Memoriile lui Toto Istrati), Biblioteca „Apostrof”, 1999
- Alexandru Vona, Misterioasa dispariție a orașului din câmpie, proze scurte, 1941-1997, Biblioteca „Apostrof”, 2001
- Ion Luca Caragiale, Momente: momente, schițe, amintiri, Ed. Minerva, 2002
- Mihail Bulgakov, Corespondență. Jurnale, Ed. Polirom, 2006
- Mihail Bulgakov, Maestrul și Margareta, Ed. Humanitas Fiction, 2007
- I. Negoițescu, Straja dragonului, Ed. Biblioteca Apostrof și Ed. Humanitas, 1994, 2009

## Volume colective
- Scriitori români, 1978
- Dicționarul scriitorilor români, coordonatori Mircea Zaciu, Marian Papahagi, Aurel Sasu, vol. I-IV, 1995-2002
- Dicționarul esențial al scriitorilor români, 2000
- Dicționar analitic de opere literare românești, vol. I-IV (1998-2003), ediție definitivă, 2007

## Premii
- Premiul pentru debut al Uniunii Scriitorilor din România (1977)
- Premiul de critică „G. Călinescu” al Academiei Române (1982)
- Premiul Secției Române a Asociației Internaționale a Criticilor de Teatru; Premiul de critică al Salonului Național al Cărții (1995)
- Premiul pentru eseu al Uniunii Scriitorilor din România; Premiul Filialei Cluj a Uniunii Scriitorilor (2000)
- Premiul pentru eseu al Filialei Cluj a Uniunii Scriitorilor (2004)

## Afilieri
- Membru al Uniunii Scriitorilor din România și al Fundației Culturale Apostrof